# Vermicino

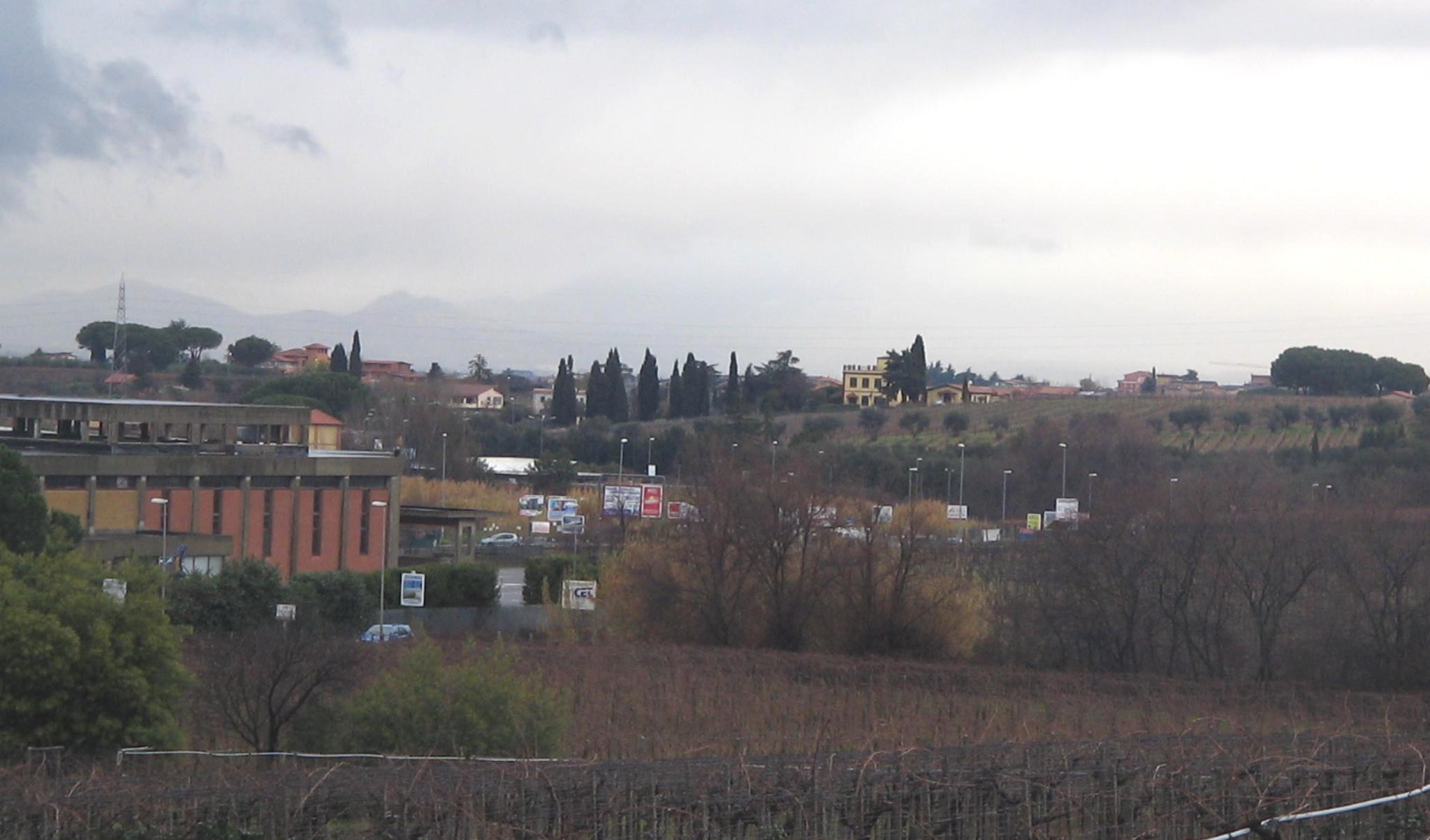
Vermicino

Vermicino ist eine Ortschaft (italienisch frazione) in der Gemeinde Frascati in der Region der Castelli Romani. Zu den Sehenswürdigkeiten zählt ein Stadtbrunnen aus dem Jahre 1731. In der Ortschaft ereignete sich 1981 der aufsehenerregende Unfall von Alfredo Rampi.